# بيت القوبي (المخادر)

تعديل مصدري - تعديل

بيت القوبي محلة تابعة لقرية العارضة، التابعة لعزلة المعشار بمديرية المخادر إحدى مديريات محافظة إب في الجمهورية اليمنية، بلغ تعداد سكانها 20 حسب تعداد اليمن لعام 2004.